# Estero Aucó
El estero Aucó es un curso natural de agua que nace al noreste de la ciudad de Illapel y fluye con dirección general sureste hasta desembocar en el río Illapel poco antes de la ciudad homónima. 

## Trayecto
El estero Aucó nace en las proximidades de la cuesta de Los Hornos, y se dirige al sur. Recorre un pequeño valle y atraviesa la reserva nacional Las Chinchillas. Desemboca en el río Illapel al margen de la ciudad hmónima.: 55 

## Caudal y régimen
La subcuenca del río Illapel desde su origen en la cordillera a su desembocadura en el río Choapa, posee un régimen nival, con poca influencia pluvial en la parte baja del río, esto es la parte del estero Aucó. En años húmedos los mayores caudales se observan entre noviembre y diciembre, producto de deshielos cordilleranos. En años con pocas lluvias los caudales permanecen constantes a lo largo del año, con solo pequeños aumentos en junio a octubre, producto de bajas precipitaciones invernales. En la parte baja del río Illapel se observan severos estiajes entre noviembre y abril, debido principalmente al uso del agua para el riego de zonas agrícolas ubicadas a orillas de este río. El período de menores caudales para esta subcuenca ocurre en el trimestre abril-junio.: 53 

## Historia
Francisco Solano Asta-Buruaga y Cienfuegos lo menciona en su obra póstuma Diccionario Geográfico de la República de Chile publicada en 1899 en relación con la:
Alcaparrosa (Sierra de).—-Serrijón en el límite norte del departamento de Illapel con el de Combarbalá. Se enlaza por el E. con la sierra de Curimávida y por el O. con los cerros de Pama y de la cuesta de los Hornos; cayendo sus derrames del sur al riachuelo de Aucó del primer departamento y los de la vertiente norte al valle Hermoso de Combarbalá. Contiene minas de cobre.

## Población, economía y ecología
El estero atraviesa la reserva nacional Las Chinchillas.
El 16 de septiembre de 2015 colapsó parcialmente el tranque de relaves n.° 1 de la planta Kattia en Illapel. El derrame provocado por la falla del muro oeste se deslizó hacia la quebrada y camino cercanos, mientras que la falla del muro norte, significa escurrimiento hacia tranque n°2. Las posteriores lluvias intensas registradas el 14 de octubre de 2015, incrementan el escurrimiento hacia el estero Aucó, y sus afluentes.